# オースティン・エケラー
オースティン・エケラー（Austin Ekeler、1995年5月17日 - ）は、アメリカ合衆国ネブラスカ州リンカーン出身のアメリカンフットボール選手。ポジションはランニングバック（RB）。NFLのワシントン・コマンダースに所属している。
カレッジフットボールはウェスタンコロラド大学でプレーをし、2017年にドラフト外フリーエージェントとしてチャージャーズと契約した。

## 大学時代
エケラーは、2013年から2016 年まで、ウェスタンコロラド大学でカレッジフットボールをプレーした。

### 1年生
1年目の2013年シーズンに、9試合に先発出場し、チームトップの1,049ヤードを走り、7回のタッチダウンを記録した。

### 2年生
2年目の2014年シーズンには、彼は 14 回のラッシング タッチダウンを記録し、1,676ヤードのラン獲得ヤード、ラン・パス合計2,093ヤードを記録し、学校記録を樹立した。

### 3年生
3年目の2015年には、彼は19回のラッシング タッチダウンを記録し、203.9ヤードを走り、19回のラッシングタッチダウンを記録し、1試合平均12.6得点でディビジョンIIをリードした。

### 4年生
最終学年となった2016年シーズンには、1,495ヤード、15回のラッシングタッチダウンを記録した。

## プロキャリア

### ロサンゼルス・チャージャーズ
| 5 ft 8+5⁄8 in (174 cm)  | 198 lb (90 kg) | 4.48 s | 4.28 s | 6.92 s | 40.5 in (103 cm) | 10 ft 8 in (3.25 m) |
| All values from Pro Day |                |        |        |        |                  |                     |

エケラーは、 2017年のNFLドラフトでは選ばれず、ドラフト外フリーエージェントとして、ロサンゼルス・チャージャーズと5,000ドルのサインボーナスを含む3年166万ドルの契約に署名した。
2020年3月、制限付きフリーエージェントとして、エケラーは4年間2,450万ドルの契約にサインした。

#### 2017年
マンデーナイトフットボールのデンバー・ブロンコス戦で、2回のキャッチで18ヤードを記録し、NFLキャリア初出場を果たした。2017年シーズンのルーキーシーズンに、260ラッシングヤード、2ラッシングタッチダウン、27回のキャッチで279レシーブヤード、3レシーブタッチダウンを記録した。

#### 2018年
14週目のシンシナティ・ベンガルズ戦では、首の怪我を悪化させ、2試合欠場した。2018年シーズンを通じて、554ヤードのラッシングヤード、3ラッシングタッチダウン、39回のキャッチで404レシーブヤード、3レシーブタッチダウンを記録した。
その後、プレーオフの第5シードを獲得したチャージャーズは、ボルチモア・レイブンズとのワイルドカードゲームで、23-17で勝利した。その試合でエケラーは、43ヤードを記録した。

#### 2019年
2019年には、先発としてシーズン入りをした。
第7週のテネシー・タイタンズ戦では、レシーブヤードにおいて118ヤードを記録した。第11週のマンデーナイトフットボールのカンザスシティ・チーフス戦では、8回のキャッチで108ヤードを記録した。第14週のジャクソンビル・ジャガーズ戦では、8キャリーで101ヤードを走り、4回のキャッチで112ヤードを記録し、1タッチダウンを記録した。彼は100試合全てにおいて1キャリーと1レシーブあたり平均10 ヤードを超えたハーシェル・ウォーカー以来の史上6人目のプレーヤーとなった。2019年シーズンを通じて、557ラッシングヤード、3ラッシングタッチダウン、92回のキャッチで993レシーブヤード、8レシーブタッチダウンを記録した。

#### 2020年
2020年3月16日、エケラーはチャージャーズと4年間2,450万ドルの契約延長にサインした。第3週のカロライナ・パンサーズ戦で、143 ヤードを走り、1ラッシングタッチダウンを記録した。第4週に、ハムストリングの負傷と膝の過伸展をし、2020年10月9日に故障者リストに入れられた。その後、復帰をしたのち、第14週のアトランタ・ファルコンズ戦で、スクリメージヤード146ヤードを記録した。

#### 2021年
エケラーは2021年シーズン中に206回のキャリー及びキャッチで911ヤードを記録した。12回のラッシングタッチダウンを記録したことに加えて、エケラーは8回のレシービングタッチダウンも記録した。合計20回のタッチダウンで、エケラーは殿堂入りし、チャージャーズのフランチャイズの歴史の中で、1シーズンで多くのタッチダウンを記録したラダニアン・トムリンソンと並ぶ唯一の選手となった。エケラーは、コルツのランニングバックのジョナサン・テイラーとともに、タッチダウン数でNFLをリードした。

#### 2022年
2022年、204回のキャリーで915ヤード、13タッチダウン、107回のレシーブで722ヤード、5タッチダウンをあげた。合計18タッチダウンはNFLトップの数字であった。

#### 2023年
2023年、179回のキャリーで628ヤード、5タッチダウン、51回のレシーブで436ヤード、1タッチダウンをあげた。

### ワシントン・コマンダース

#### 2024年
2024年3月18日、ワシントン・コマンダースと2年契約を結んだ。第3週のシンシナティ・ベンガルズとのマンデーナイトフットボールで脳震盪を起こし、翌週の試合は欠場した。第12週のダラス・カウボーイズ戦でシーズン2度目の脳震盪を起こし4試合を欠場したが、レギュラーシーズン最終戦で復帰した。キックオフリターナーとして自身初のオールプロセカンドチームに選出された。

## NFLキャリア成績
| 年度     | チーム   | 試合 | 試合 | ラン  | ラン        | ラン             | ラン        | ラン | レシーブ | レシーブ    | レシーブ         | レシーブ    | レシーブ | ファンブル    | ファンブル |
| 年度     | チーム   | 出場 | 先発 | 回数  | 獲得 ヤード | 平均 獲得 ヤード | 最長 ヤード | TD   | 回数     | 獲得 ヤード | 平均 獲得 ヤード | 最長 ヤード | TD       | ファン ブル数 | ロスト     |
| -------- | -------- | ---- | ---- | ----- | ----------- | ---------------- | ----------- | ---- | -------- | ----------- | ---------------- | ----------- | -------- | ------------- | ---------- |
| 2017     | LAC      | 16   | 0    | 47    | 260         | 5.5              | 35          | 2    | 27       | 279         | 10.3             | 38          | 3        | 2             | 2          |
| 2018     | LAC      | 14   | 3    | 106   | 554         | 5.2              | 41          | 3    | 39       | 404         | 10.4             | 44          | 3        | 1             | 1          |
| 2019     | LAC      | 16   | 8    | 132   | 557         | 4.2              | 35          | 3    | 92       | 993         | 10.8             | 84          | 8        | 3             | 2          |
| 2020     | LAC      | 10   | 10   | 116   | 530         | 4.6              | 27          | 1    | 54       | 403         | 7.5              | 28          | 2        | 1             | 0          |
| 2021     | LAC      | 16   | 16   | 206   | 911         | 4.4              | 28          | 12   | 70       | 647         | 9.2              | 40          | 8        | 4             | 3          |
| 2022     | LAC      | 17   | 17   | 204   | 916         | 4.5              | 72          | 13   | 107      | 722         | 6.7              | 23          | 5        | 5             | 3          |
| 2023     | LAC      | 14   | 14   | 179   | 628         | 3.5              | 55          | 5    | 51       | 436         | 8.5              | 39          | 1        | 5             | 4          |
| 2024     | WAS      | 12   | 6    | 77    | 367         | 4.8              | 50          | 4    | 35       | 366         | 10.5             | 34          | 0        | 3             | 0          |
| キャリア | キャリア | 115  | 74   | 1,067 | 4,722       | 4.4              | 72          | 43   | 475      | 4,250       | 8.9              | 84          | 30       | 24            | 15         |

ポストシーズン
| 年度     | チーム   | 試合 | 試合 | ラン | ラン        | ラン             | ラン        | ラン | レシーブ | レシーブ    | レシーブ         | レシーブ    | レシーブ | ファンブル    | ファンブル |
| 年度     | チーム   | 出場 | 先発 | 回数 | 獲得 ヤード | 平均 獲得 ヤード | 最長 ヤード | TD   | 回数     | 獲得 ヤード | 平均 獲得 ヤード | 最長 ヤード | TD       | ファン ブル数 | ロスト     |
| -------- | -------- | ---- | ---- | ---- | ----------- | ---------------- | ----------- | ---- | -------- | ----------- | ---------------- | ----------- | -------- | ------------- | ---------- |
| 2018     | LAC      | 2    | 0    | 11   | 29          | 2.6              | 7           | 0    | 7        | 33          | 4.7              | 9           | 0        | 0             | 0          |
| 2022     | LAC      | 1    | 1    | 13   | 35          | 2.7              | 13          | 2    | 2        | 8           | 4.0              | 4           | 0        | 0             | 0          |
| 2024     | WAS      | 3    | 0    | 22   | 89          | 4.0              | 35          | 0    | 12       | 84          | 7.0              | 24          | 0        | 1             | 1          |
| キャリア | キャリア | 6    | 1    | 46   | 153         | 3.3              | 35          | 2    | 21       | 125         | 6.0              | 24          | 0        | 1             | 1          |

- 2024年度シーズン終了時
- 太字は自身最高記録